# Batyfotometr
Batyfotometr (fotometr batyskafowy) – przyrząd oceanograficzny, odmiana fotometru do pomiaru natężenia oświetlenia w wodzie, na dużych głębokościach.
Batyfotometr znajduje zastosowanie w badaniach hydrograficznych i biologicznych.
Został wynaleziony przez zespół naukowców i inżynierów z francuskiej wojskowej szkoły morskiej w Brest, badaniami kierował Patrick Geistdoerfer. Jego początkowym zadaniem było zbadanie zjawiska bioluminescencji planktonu, dlatego miał małą średnicę rurki zasysającej wodę (ok. 1 cm), tak by tylko małe organizmy mogły znaleźć się w komorze detekcyjnej. Badania te prowadzone były przez oceanografów militarnych na potrzeby marynarki wojennej, ponieważ plankton wydawał się być niebezpieczny dla utrzymania w tajemnicy pozycji okrętu. Badania miały wykazać, czy zjawisko bioluminescencji planktonu zależy od pory dnia, roku czy rejonu jego występowania.